# 则拉乡
则拉乡，是中华人民共和国四川省凉山彝族自治州甘洛县曾经下辖的一个乡。2020年6月，撤销则拉乡，将原则拉乡所属行政区域划归玉田镇管辖。

## 行政区划
则拉乡撤销前下辖以下地区：
新基姑村、特吉村、作可洛村和磨房村。